# Garde nationale (Salvador)
La garde nationale (espagnol : Guardia Nacional) était la gendarmerie nationale d'El Salvador entre 1912 et 1992. 
La Garde nationale d'El Salvador a été fondée en 1912 par le président Dr Manuel Enrique Araujo en tant que branche de l'armée salvadorienne chargée de contrôler les zones rurales. La Garde nationale a été réorganisée en une force civile distincte basée sur la Garde civile espagnole, et a servi avec distinction pendant la guerre de Cent Heures. La Garde nationale s'est forgée une réputation de brutalité policière et d'atteintes aux droits humains au Salvador et a été dissoute le 16 janvier 1992 dans le cadre des accords de paix de Chapultepec pour mettre fin à la guerre civile salvadorienne. 

## Histoire
En raison de la demande accrue de salaires plus élevés par les cueilleurs de café dans les zones rurales, les propriétaires fonciers salvadoriens à la campagne ont ressenti le besoin de créer une force de sécurité publique spéciale pour protéger leurs intérêts. Les efforts antérieurs d'application de la loi et la création de groupe de sécurité n'ont pas donné de résultats satisfaisants. Ces groupes patrouillaient, commandés par un officier de l'armée, disséminées dans tout le pays. Ces hommes n'étaient pas préparés à la lutte contre le crime sous ses différentes formes, et étaient donc incapables d'arrêter les vols, les meurtres, les viols, etc. Les criminels de cette époque utilisaient des caractéristiques topographiques pour se cacher des autorités. 
C'est la principale raison qui a poussé le président de la République, le Dr Manuel Enrique Araujo, à créer la garde nationale. Il fallait un corps composé d'hommes spécialement formés avec un équipement moderne et en uniforme pour le type de plantations de café où ils allaient agir. En outre, il a été légalement constitué pour soutenir ses actions et procédures contre les contrevenants afin d'étendre le champ de la justice aux zones les plus reculées. 
Le Dr Araujo a confié à l'ingénieur et général José María Peralta Lagos, ministre de la Guerre et de la Marine, l'étude de l'organisation et du fonctionnement des forces de police européennes. 
Peralta Lagos, diplômé de l'Académie militaire d'Espagne en 1897, a utilisé la Guardia Civil espagnole comme modèle. Le 3 février 1912, par décret du ministère de l'Intérieur, dans les locaux occupés par le sixième régiment d'infanterie et, plus tard, par l'Ecole Normale «Alberto Masferrer», la Garde nationale a été officiellement créé.  
Plus tôt cette année, le gouvernement avait retenu les services du capitaine espagnol Alfonso Martin Garrido pour organiser la garde nationale. Le capitaine Garrido avait précédemment été inspecteur général de la police nationale et a été assimilé à l'armée salvadorienne en tant que colonel. Cet Espagnol, possédant une vaste expérience dans l'armée espagnole, fut le premier directeur général de la Garde nationale. 
Les premiers uniformes standard utilisés par la Garde nationale étaient de couleur kaki, portés avec un pantalon long, avec des boutons en métal sur le devant et des emblèmes sur le cou. Les chaussures, leggings et ceintures d'équipement étaient tous marron. Un chapeau de feutre a été porté jusqu'en 1918, date à laquelle il a été changé en paille, et a été porté jusqu'en 1924. Ces chapeaux étaient portés avec le bord de l'aile gauche plié vers le haut qui portait une cocarde en tissu aux couleurs du drapeau du Salvador, la cocarde a été changée en métal. L'arme utilisée était le fusil espagnol Mauser de 7mm qui fut utilisé jusqu'en 1924. Cette tenue était une première idée du colonel Garrido. 
Le premier règlement de la Garde nationale fut publié le 25 septembre 1912 et était en vigueur jusqu'au 12 avril 1924. 
Au début, la garde nationale dépendait de la Secretaría de Gobernación (ministère de l'Intérieur), mais c'est le secrétaire à la Guerre qui fournira toutes les ressources nécessaires à ses fonctions et à son organisation. 
Au fil des ans, la Garde nationale a été de plus en plus impliquée dans la vie de la nation lorsque, le 20 août 1914, elle est devenue partie intégrante de l'armée active en tant que «Corps spécial de l'armée». 
L'une de ses fonctions en tant que corps spécial, en vertu de l'art. 1 de sa loi organique, était de fournir un service de faction dans une résidence présidentielle déterminée. 

### Première réorganisation
Au milieu de 1914, le président de la République, le Dr Alfonso Quiñónez Molina, a fait venir d'Espagne une deuxième mission de la garde civile espagnole pour réorganiser la garde nationale. La mission était composée du colonel Jose Tomas Romeu et des capitaines Cenjor Manuel Pizarro et Andres Manuel Lopez, qui ont été assimilés respectivement au grade de lieutenant-colonel et de colonel. 
Dans le cadre de la réorganisation, les uniformes et l'équipement ont également été changés. Des casques en liège kaki ont été introduits, remplaçant les chapeaux, sur lesquels étaient placés des numéros correspondant au numéro de chacun des gardes nationaux, au-dessus desquels se trouvait un badge représentant l'insigne de la Garde nationale et ses armoiries. 
Le fusil espagnol Mauser a été remplacé par le fusil tchèque Mauser de 7,92 × 57 mm, qui est resté en usage jusqu'en 1961. Le Corps transportait sur le terrain le "carterón" (un petit livre) sur lequel étaient notés les informations relatives à la capture des criminels, aux enquête aux informations de toutes sortes. 
Le 29 décembre 1924, le colonel directeur Tomas a présenté à l'Exécutif la "Cartilla de Servicio de la Guardia Nacional" (le Document de services de la Garde nationale) qui a été approuvée à la même date. Auparavant, le 2 août 1923, le «Reglamento de Premios para Clases y Guardias» (Règlement des récompenses pour les classes et les gardes) avait été approuvé. 
Cette mission a également créé "l'École des gardes nationaux Général ingénieur José María Peralta Lagos ", inaugurée officiellement le 14 juillet 1924, sous la direction du lieutenant-général José Mauricio Lopez Escobar. 
L'école des gardes a rapidement commencé à porter ses fruits, mais des années plus tard, elle a disparu en raison du manque de fonds pour son entretien. Par la suite, la Compagnie d'instruction a été créée, qui a ensuite formé la Garde nationale. Le 3 février 1974, sous la direction des colonels Jose Mario Rosales et Rosales, le directeur général de la garde nationale a rebaptisé le centre de formation sous son nom d'origine de "National Guards School général ingénieur. José María Peralta Lagos ", à la mémoire de l'un des principaux fondateurs de cette police rurale. 
"La Matanza", un massacre en janvier-février 1932 d'environ 10 000 agriculteurs salvadoriens, a été exécuté principalement par des unités de la Garde nationale salvadorienne, avec l'aide de l'armée salvadorienne. 
La chaîne de commandement de la Garde nationale fut créée en 1936, mais, compte tenu de sa nouvelle loi organique, cette chaîne a été abrogée et les officiers ont été rattachés aux promotions de l'armée. Les nécessités de service ont amené la Garde nationale à servir de corps militaire. Même si la nature de leurs services les soumettaient à des lois et règlements spécifiques, ils étaient également soumis aux lois régissant les fonctions de l'armée. 
Le 25 septembre 1934, la nouvelle loi organique de la garde nationale a été promulguée et le 3 février 1936, est venu le règlement d'application de la loi fondamentale, à l'occasion du 24e anniversaire de sa fondation. 
La Garde nationale, en dépit d'être un corps militaire qui faisait partie de l'armée, conformément aux décrets exécutifs du 20 août 1914 et du 30 mars 1935, était rattachée à la Branche de la sécurité publique, raison pour laquelle le général Salvador Castaneda Castro, président de la République, par le décret n°32 du 16 août 1946, ordonna que la Garde appartienne à la Défense. 
Afin de préparer ses membres pour les promotions internes, un cours académique fut créé le 19 février 1947 avec des professeurs militaires et civils. Cela a permis de faire passer les examens respectifs, conformément à la loi sur les programmes de promotions et de tests militaires et de sélectionner les éléments qui pourraient entrer à l'école militaire, permettant aux sergents de postuler au grade de sous-lieutenant de l'armée. 
En 1950, sous la direction du directeur général Jose Mauricio Lopez Escobar, l'uniforme a été changé en vert foncé et le casque est passé de liège kaki à un casque en acier américain M-1 vert foncé ou noir avec une doublure en fibre laminée. Les chaussures et bandes molletières, portés avec le pantalon étaient également noirs. En 1961, le Mauser a été remplacé par la carabine M1, car il ne possédait pas d'arme moderne. La carabine a été remplacée huit ans plus tard, en janvier 1969 par fusil allemand G-3 en 7,62mm. 

### Guerre de 100 heures
Pendant la guerre de Cent Heures (La guerra del fútbol, en espagnol), une guerre de cinq jours menée par El Salvador en 1969 contre le Honduras, la Garde nationale, commandée par le général Jose Alberto Medrano, eu une participation exceptionnelle au Northern Theatre of Operations (TON), en couvrant les flancs de l'axe d'avancée des 1er et 8e bataillons d'infanterie. La Garde nationale a avancé avec succès à Morral, El Portillo, Llano Largo, San Marcos Ocotepeque, La Labor et Plan de Rancho Santa Lucia. Elle a également été missionnée pour défendre le "Presa 5 novembre". 
Un changement très important au sein de la Garde nationale a été le remplacement de l'ancien uniforme kaki par un uniforme vert olive en mai 1971. 

### Années 1980
Le rapport de la Commission de vérité parrainé par les Nations unies, publié en 1993, allègue que la Garde nationale dans les années 80 a commis des crimes contre l'humanité, notamment des massacres, des actes de torture et des assassinats extrajudiciaires. Le 28 décembre 1983, la Garde nationale crée le 'Batallón 15 de Septiembre" (bataillon du 15 septembre) avec un total initial de 218 soldats qui est rapidement porté à 500. Sa mission est de garder les locaux de la presse "15 septembre", située dans le canton de San Lorenzo, à la limite des départements de San Vicente et Usulután sur la route panaméricaine. Le bataillon a été dissous le 31 décembre 1990 par les dispositions du haut commandement des forces armées, de même, a été suspendu le service fourni aux installations de la garde nationale et à la maison présidentielle, il a été remplacé par le "Batallón Presidencial" (bataillon présidentiel). 
Pendant l'administration du président José Napoleón Duarte, le 1er juin 1984, a été créé le ministère de la Défense et de la Sécurité publique, conformément au décret exécutif n°1 avec pour fonction principale d'unifier les actions. de la Garde nationale, de la police du Trésor et de la police nationale. Dans ce cadre, la Garde nationale s'est recentrée sur la mission d'origine assignée, qui était la police rurale. 
La "Compañía de Operaciones Antiterroristas para Areas Rurales y Urbanas (" Unité des opérations antiterroristes pour les zones urbaines et rurales) (COPARU) a été créée en 1985 afin de mener des opérations antiterroristes sur le terrain et dans la ville. Le COPARU a été dissous le 2 janvier 1992, sa mission transférée à la Garde nationale qui était chargée des fonctions de sécurité publique.

### Années 1990
En signant les accords de paix, le 16 janvier 1992, le gouvernement et le FMLN, sont convenus de dissoudre la garde nationale et la police du trésor. Leur état-major a été intégré à l'armée. Cette disposition est entrée en vigueur le 2 mars. Une nouvelle mission consistant à garder les frontières et à servir de police militaire, entraina la création d'une nouvelle unité militaire: la Brigade spéciale de sécurité militaire, sur la base de l'accord N°59 du pouvoir exécutif, en date du 25 juin 1992. À cette époque également, la loi organique du 25 septembre 1934 fut abrogée. 
La Garde nationale ferma ses portes le 30 juin 1992. Son dernier directeur était le colonel Juan Carlos Carrillo Schlenker. 
À la fin des années 1990, le Center for Justice and Accountability (CJA), basé aux États-Unis, entama des procédures judiciaires au nom des Salvadoriens vivant aux États-Unis qui avaient obtenu l'asile politique en raison des mauvais traitements subis par la Garde nationale salvadorienne. Le texte qui suit résume les procédures judiciaires engagées contre deux généraux salvadoriens dont l'un, Carlos Eugenio Vides Casanova, commandait la Garde nationale salvadorienne de 1979 à 1984: 
La plainte: 
Le CJA poursuit le litige salvadorien sur les droits de l'homme depuis sa création en 1998. Elle a identifié une "liste des personnes les plus recherchées" pour crimes contre les droits de l'homme en collaboration avec la Commission de la vérité parrainée par l'ONU. 
En mai 1999, le CJA a intenté une action civile devant le tribunal de district américain de la Floride contre deux des auteurs les plus notoires de cette liste: Jose Garcia, ministre de la défense du Salvador de 1979 à 1983, et Eugenio Carlos Vides-Casanova, directeur général de la garde nationale du Salvador au cours de la même période. Les deux accusés ont "pris leur retraite" aux États-Unis en août 1989. 
Affaire sœur: Ford c. Garcia 
Le CJA a travaillé en étroite collaboration avec Human Rights First, amenant une affaire similaire, l'affaire Ford vs Garcia contre les deux mêmes généraux au nom de quatre religieuses américaines qui ont été torturées et assassinées par la Garde nationale salvadorienne en 1980. Un jury a entendu cette affaire en octobre 2000 et a rendu un verdict selon lequel les généraux ne pouvaient pas être tenus responsables des crimes, vraisemblablement en supposant qu'ils n'avaient pas de "contrôle effectif" sur leurs subordonnés. Les plaignants ont interjeté appel et, en avril 2002, la 11e Circuit Court of Appeals a décidé qu'un nouveau procès n'était pas justifié et a confirmé la décision de la Cour fédérale des États-Unis dans Ford vs Garcia. 
Procès et verdict 
Le 23 juillet 2002, après un procès de quatre semaines, un jury fédéral à West Palm Beach a rendu un verdict de 54,6 millions de dollars contre les deux généraux. 
Le verdict a été une victoire historique pour les litiges relatifs aux droits de l'homme aux États-Unis. Il s'agissait de l'un des premiers cas où un jury dans un procès décidait de la culpabilité des prévenus en matière de droits de l'homme en vertu de la doctrine de la responsabilité du commandement. 
L'appel 
Les accusés ont fait appel du verdict et, en février 2005, la 11e cour d'appel a annulé la victoire de CJA dans cette affaire. La Cour a jugé qu'il y avait prescription car les plaignants n'avaient pas initié la procédure dans un délai maximum de 10 ans conformément au Torture Victim Protection Act (TVPA). 
Puis, en juin 2005, le 11e circuit a reconnu certaines erreurs factuelles dans sa décision antérieure: le tribunal n'avait pas considéré que Vides Casanova avait quitté le pouvoir au Salvador en mai 1989 et que, par conséquent, la plainte du CJA en mai 1999 était conforme au délai de 10 ans. 
Le 5 janvier 2006, la 11e Chambre a rendu une nouvelle décision confirmant le verdict dans son intégralité: le verdict du jury contre les deux généraux est resté valide. L'avis de la Cour est parvenu à deux conclusions importantes sur la question du péage équitable dans les affaires ATS. Le péage équitable est une doctrine juridique qui permet d'étendre les délais de prescription, lorsqu'un acte délibéré du défendeur ou une circonstance extraordinaire a empêché le demandeur d'intenter une action en temps opportun. Sur cette question, le tribunal a jugé: 
"Le Congrès a clairement l'intention que les tribunaux imposent le délai de prescription tant que les défendeurs restent hors de portée des tribunaux américains ou des tribunaux d'autres systèmes juridiques tout aussi équitables."
Dans cette affaire, le tribunal a jugé que des "circonstances exceptionnelles" permettaient de prolonger le délai de prescription jusqu'à la fin de la guerre civile au Salvador en 1992. 
<< La quête de… la légitimité et du pouvoir peuvent inciter les régimes à intimider les témoins, à supprimer les preuves et à commettre de nouvelles violations des droits de l'homme contre ceux qui dénoncent le régime. De telles circonstances illustrent des "circonstances extraordinaires" et peuvent nécessiter un péage équitable tant que le régime coupable reste au pouvoir. "
Paiement des dommages et intérêts. En juillet 2006, Vides Casanova a été contraint de céder plus de 300 000 $ de ses propres fonds. Ce paiement de dommages et intérêts représente l'un des premiers cas en lien avec les droits de l'homme de l'histoire des États-Unis dans lesquels les victimes ont récupéré de l'argent auprès des personnes jugées responsables d'abus. Les plaignants ont fait don de la quasi-totalité des bénéfices à des œuvres caritatives. 
Le 18 avril 2011, le département de la Sécurité intérieure (DHS) a entamé une procédure judiciaire au sud de la Floride afin d'extrader des États-Unis Carlos Eugenio Vides-Casanova pour avoir aidé ou participé d'une quelconque manière à la torture. Voir Loi sur l'immigration et la nationalité § 237 (a) (4) (D), 8 USC § 1227 (a) (4) (D) (2006), faisant référence à l'INA § 212 (a) (3) (E) (iii) ) (I), 8 USC § 1182 (a) (3) (E) (iii) (I). Ce procès marque la première fois que le DHS a utilisé ces dispositions d'éloignement de l'INA sur la torture contre un officiel de haut niveau.

## Organisation
En 1988, la Garde nationale comptait 4 200 membres, qui sont passés à 7 700 un an plus tard et étaient organisés en quatorze compagnies (souvent de la taille d'un bataillon), une par département du Salvador, une compagnie de police militaire, le département d'assistance technique (une unité SWAT conseillée par des militaires américains) et le groupe des transports. 
Une structure tactique de cinq commandements ou bataillons pourrait remplacer l'organisation régulière en cas d'urgence. 

## Uniformes et équipement
L'uniforme de service de la Garde nationale était un chemisier et un pantalon boutonnés vert foncé et une doublure de casque en acier noir américain M-1 en fibre laminée; les chaussures ou bottes noires, les leggings en cuir, portés avec le pantalon étaient également noirs. 
L'uniforme de base de la garnison de la Garde nationale se composait d'une chemise, d'un pantalon et d'une casquette de tissus vert olive américain OG-107 avec portant une ceinture, des chaussettes et des chaussures noires. L'uniforme standard est devenu l'uniforme de combat avec l'ajout de bottes de combat, d'un casque et d'équipement de terrain. Des uniformes de la jungle américaine ou des EDR de camouflage étaient portés sur le terrain. 
La structure des grades de la Garde nationale suit le modèle de l'armée américaine, avec de légères variations. 
L'arme standard de la Garde nationale était l'allemande 7,62   mm fusil G-3 et le fusil américain M16 était également utilisé. 

## Voir également
- Garde civile
- Garde nationale (homonymie)
- Guerre civile salvadorienne

## Remarques
1. ↑  http://lcweb2.loc.gov/cgi-bin/query/r?frd/cstdy:@field(DOCID+sv0125)